# Hurghada
Hurghada (en arabe : الغردقة, Al Ghardaqah) est une ville touristique importante d'Égypte. Peuplée de près de 87 000 habitants aujourd’hui, elle a été fondée au début du XXe siècle et, depuis les années 1980, la ville n'a cessé d'être agrandie par de multiples investisseurs pour faire de cette cité balnéaire un des sites les plus appréciés des touristes au bord de la mer Rouge. Située au sud du canal de Suez et à 500 km soit six heures de route du Caire, la région qui entoure la ville axe son développement autour du tourisme et de l'hôtellerie. Les activités proposées sur place aux vacanciers sont principalement centrées sur la plongée sous-marine, le safari et les excursions en bateau dans les îles proches de la ville (comme l'île de Mahmya).

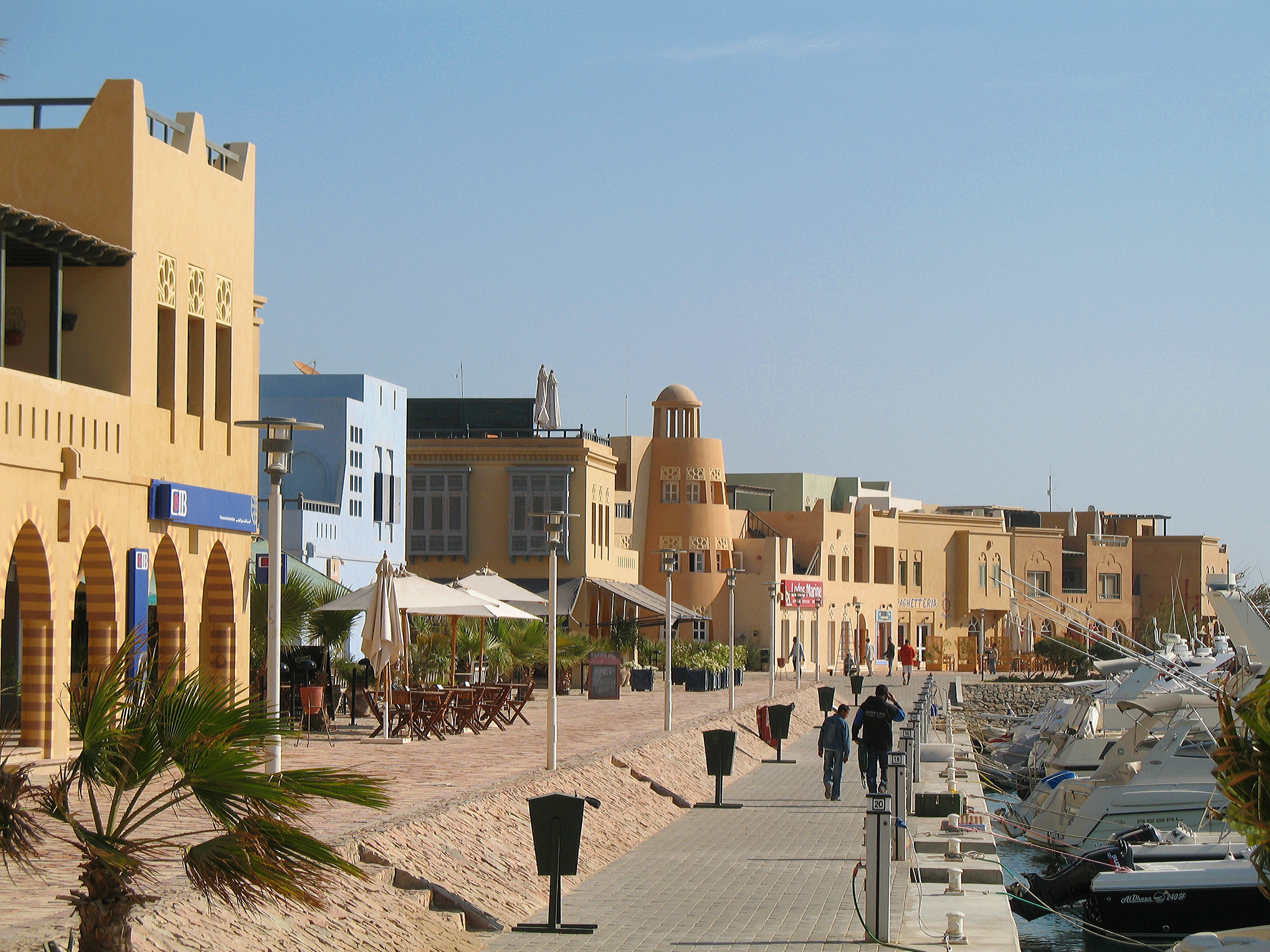
El Gouna.

On remarque une grosse présence de touristes allemands et russes - la ville est d'ailleurs surnommée Russghada -, grâce à la collaboration entre les différents hôtels et les agences de voyages de ces deux pays. Cette ville se situe à 20 kilomètres au Sud d'El Gouna.

## Géographie
La ville est divisée en trois secteurs principaux :
Au nord, El Dahhar : quartier traditionnel, avec le souk, ses petits commerces, restaurants et autres petits hôtels.
La partie centrale d'Hurghada, Al Sakkala, dispose d'un port permettant de rejoindre en bateau la ville de Charm el-Cheikh et de l’aéroport à l'ouest. Ce quartier dispose aussi de nombreux bars, restaurants, cinémas, clubs, centres commerciaux et hôtels. Les nuits y sont plutôt animées.
Au sud se situe Al Ahiaa, secteur hôtelier 4/5 étoiles constitué de grands complexes sur une zone côtière d'une vingtaine de kilomètres.
Il existe 145 hôtels à Hurghada, soit 73 000 lits et 38 000 emplois.

Activités nautiques.
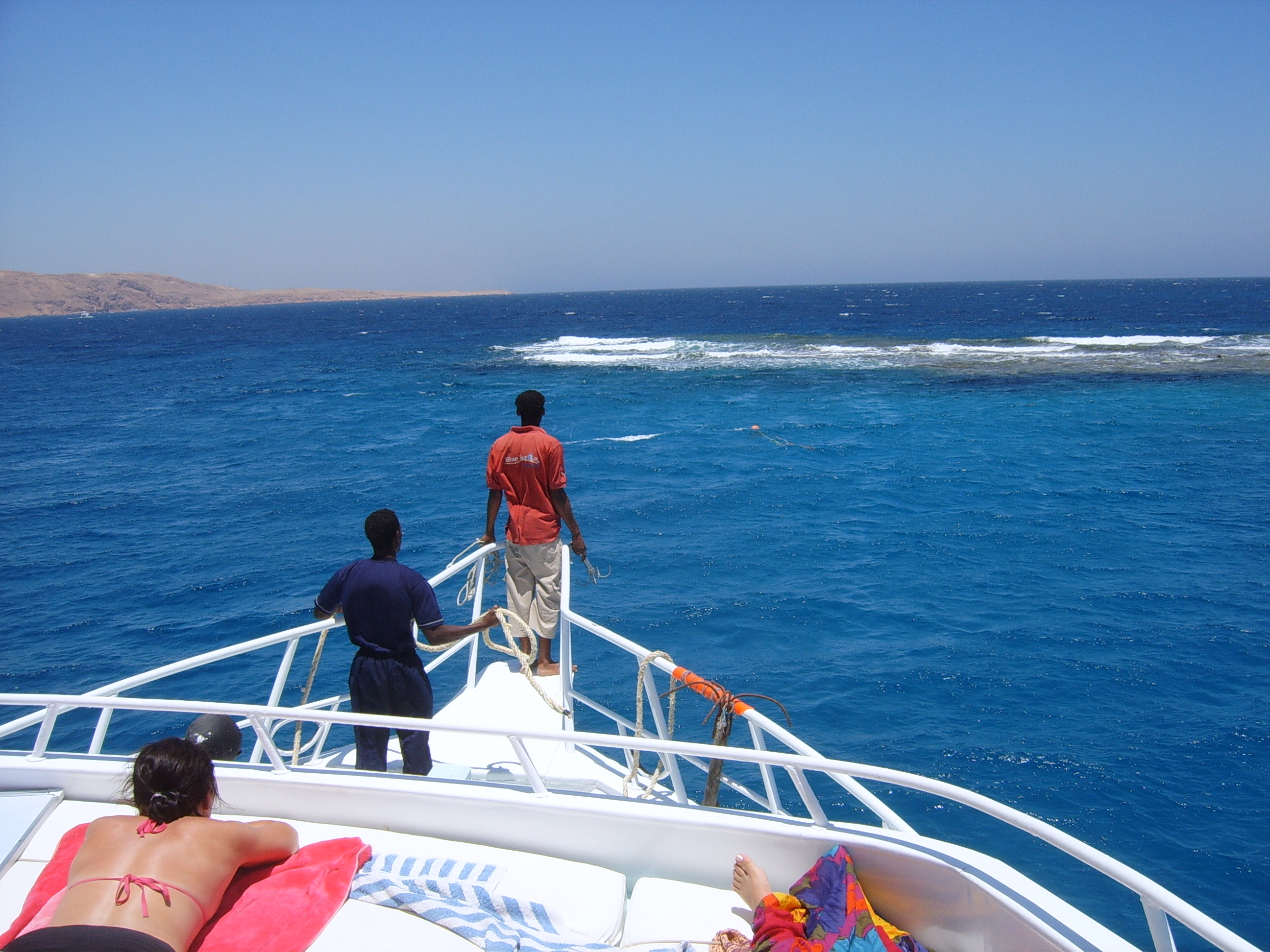
Promenade en mer sur Banana Reef.
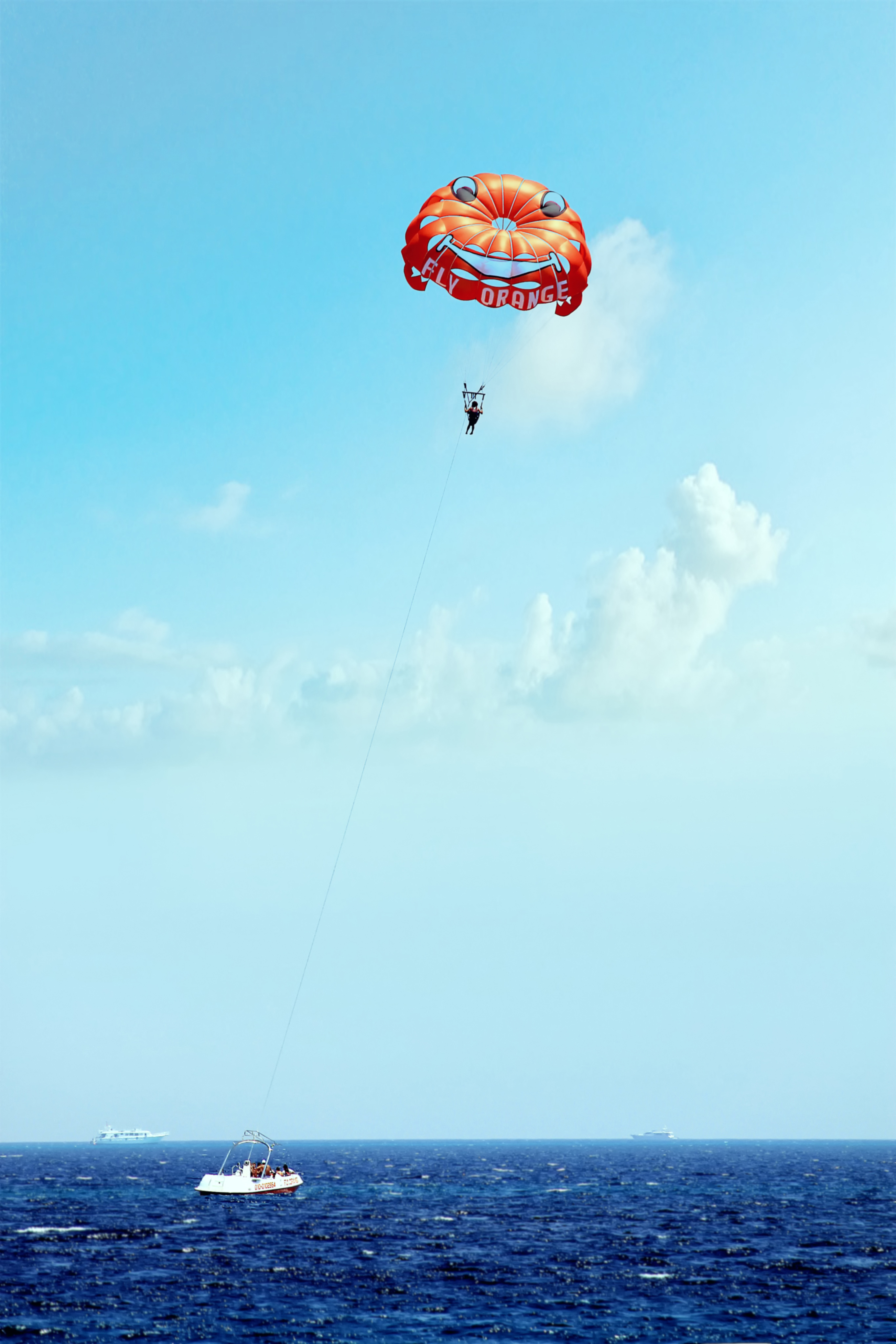
Parachute ascensionnel.
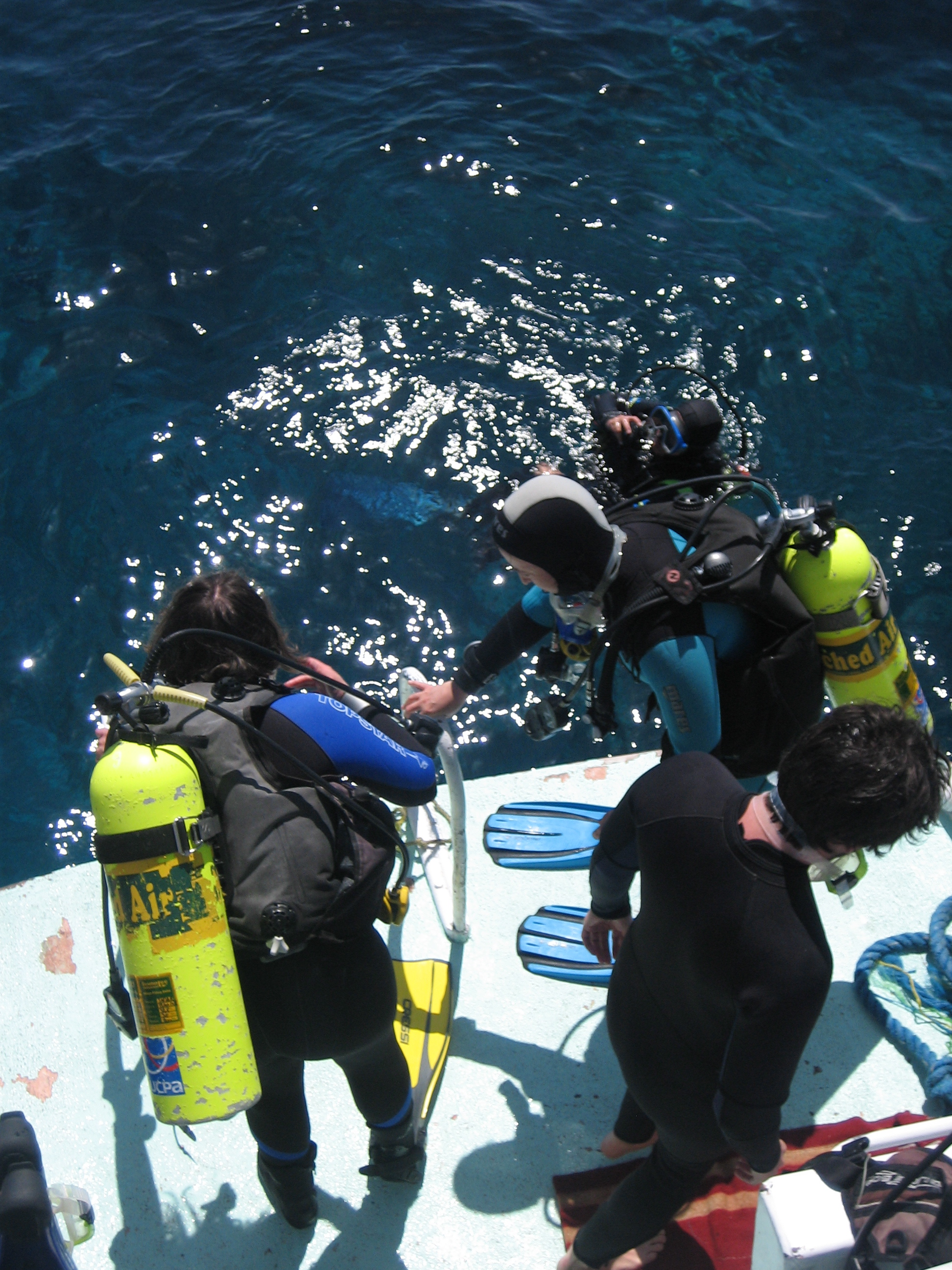
Plongée.
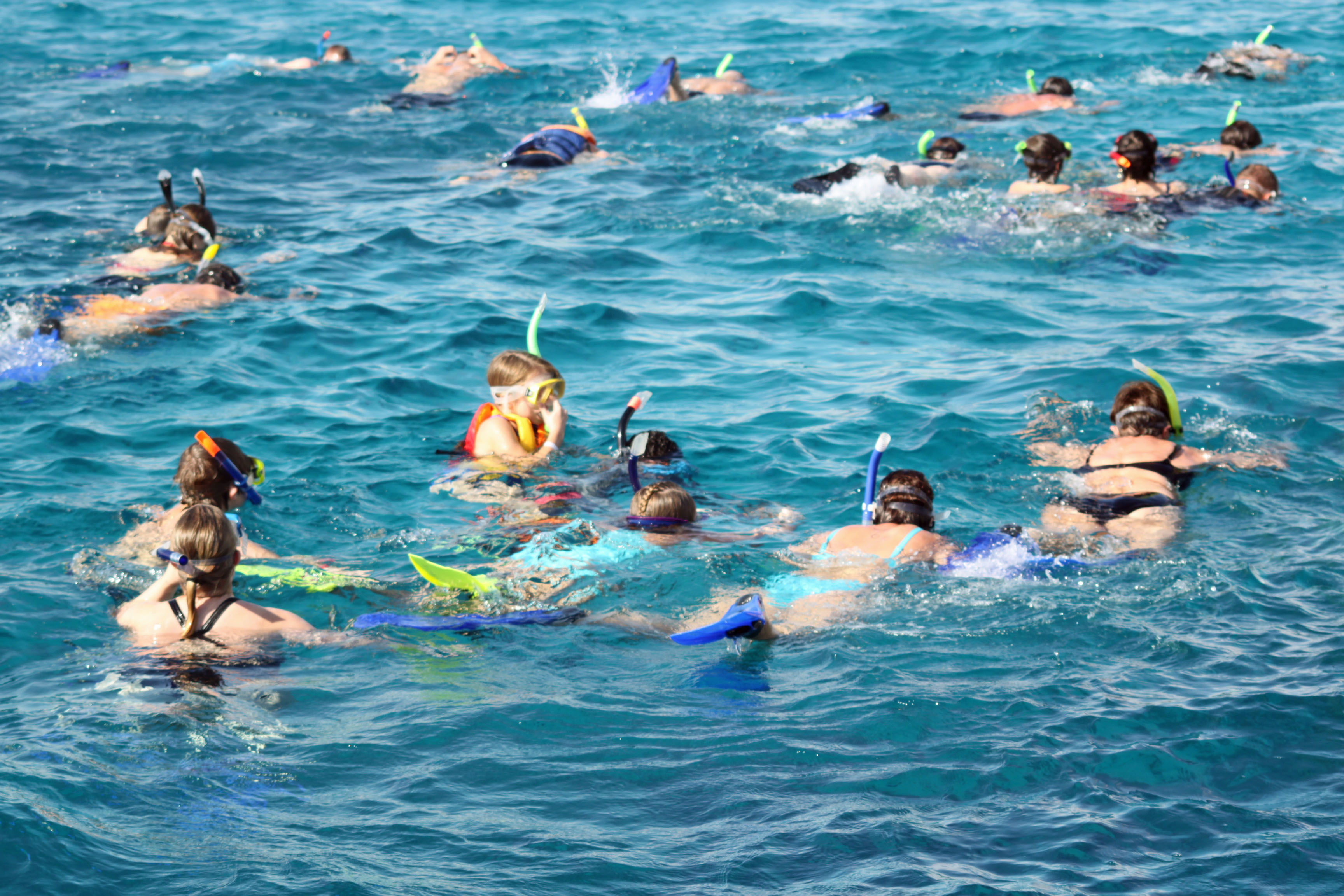
Snorkelling.

Aujourd'hui, sous la pression de nombreuses associations écologiques qui dénoncent le développement urbain anarchique, l'État égyptien a fixé des taxes destinées à la protection de la mer Rouge, un des plus beaux sites au monde pour la plongée.
Au large de la ville se trouvent les deux îles Giftoun.

## Population
Sur ses 87 000 habitants, Hurghada comporte 34 000 femmes et 53 000 hommes.

## Climat
| Mois                                 | J  | F  | M  | A  | M  | J  | J  | A  | S  | O  | N  | D  |
| ------------------------------------ | -- | -- | -- | -- | -- | -- | -- | -- | -- | -- | -- | -- |
| Températures maximales moyennes (°C) | 22 | 23 | 25 | 27 | 30 | 32 | 33 | 34 | 32 | 30 | 27 | 24 |
| Températures minimales moyennes (°C) | 14 | 14 | 16 | 19 | 23 | 25 | 26 | 27 | 25 | 23 | 19 | 16 |
| Températures moyennes de l'eau (°C)  | 22 | 21 | 22 | 23 | 25 | 26 | 27 | 28 | 27 | 27 | 25 | 24 |
| Heures de soleil par jour            | 7  | 8  | 9  | 10 | 11 | 10 | 10 | 10 | 10 | 10 | 8  | 8  |
| Jour de pluie par mois               | 1  | 1  | 0  | 0  | 0  | 0  | 0  | 0  | 0  | 0  | 0  | 0  |
| Humidité de l'air (%)                | 53 | 51 | 51 | 52 | 51 | 52 | 54 | 52 | 54 | 55 | 56 | 54 |

## Transports

### Bus
- Alexandrie
- Le Caire
- Louxor
- Marsa Alam
- Qena
- Quseir
- Safaga
- Charm el-Cheikh
- Suez

### Bateau
Au nord de Sekkala, départ pour Charm el-Cheikh.

### Avion
Aéroport à l'ouest de Sekkala en direction de Charm el-Cheikh, Le Caire, Alexandrie.
L'Aéroport international de Hurghada compte un trafic de plus de 6 millions de passagers par an.